# Jones Bluffs
Die Jones Bluffs sind hoch aufragende und verschneite Felsenkliffs im westantarktischen Marie-Byrd-Land. An der Walgreen-Küste ragen sie südlich des Holt-Gletschers im östlichen Teil der Bear-Halbinsel auf.
Der United States Geological Survey kartierte die Kliffs anhand von Luftaufnahmen der Operation Highjump (1946–1947) vom Januar 1947. Das Advisory Committee on Antarctic Names benannte sie 1967 nach Lieutenant Commander Stanley W. Jones (1926–2007) von der US Navy, Pilot von Flugzeugen für magnetometrische Messungen während der Operation Deep Freeze der Jahre 1966 und 1967.